# Chylomichron
Dens største af lipoproteinerne, dannes af cellerne i tarmen, indeholder kostens hydrofobe dele – fedt, kolesterol og fedtopløselige vitaminer.
De er for store til at krydse basalmembranen og gå over i blodet den vej, så i stedet sendes de med lymfesystemet der munder ud i venesystemet. Herfra transporteres de rundt i kroppen.
Efter et fedtrigt måltid, vil indholdet af chylomichroner, og andre lipoproteiner gøre blodet glinsende/mælket.
Chylomichroner dannes i tarmcellerne, de indeholder de lipofile komponenter fra tarmen, som skal bringes rundt i kroppen. Indeholder APO48 lipoproteinet.
I blodet vil Chylomichroner fusionere med eller optage nogle bestemte lipoproteiner fra HDL -- CII-proteinet.
Chylomichronerne kan nu binde sig til LipoProteinLipase (LPL) på endotelcellenerne. Denne lipase spalter triacylglycerol i chylomichronerne til fedtsyre og glycerol.
Fedtsyren optages af de celler der ligger under endotelcellerne -- typisk muskel- og fedtceller.
Især ved sult er der mange LPL ved musklerne.
Ved fed levevis er der mange LPL ved fedtcellerne.